# Соколов, Илья Осипович
Илья Осипович Соколов (1777 — 30 марта [11 апреля] 1848, Москва) — русский цыганский певец, гитарист, композитор, руководитель московского цыганского хора.

## Биография
Дядя Ильи Соколова, Иван Трофимович Соколова, происходил из крепостных крестьян графа А. Г. Орлова, получивших вольную. Иван Трофимович основал в имении графа Пушкино цыганский хор. Затем хор переехал в Москву, где в 1813 году его возглавил Илья Осипович Соколов. Он руководил хором на протяжении 35 лет вплоть до своей смерти.
Илья Соколов был дружен с Михаилом Высотским, учился у него мастерству игры на гитаре. Высотский часто аккомпанировал пению Соколова, проводил репетиции с его хором. В состав хора Соколова входили 6 женщин и 6 мужчин — певцы и танцоры. Их пение было самобытным, почти камерным.
Хор пользовался большой популярностью среди московских артистических и литературно-художественных кругов и купечества. По свидетельствам современников, когда в 1843 году Ференц Лист приезжал с гастролями в Москву, он опоздал на свой концерт, задержавшись на концерте в квартире Ильи Соколова (Большой Патриарший переулок, 14, дом не сохранился). Как писал про Соколова М. И. Пыляев, «он, семидесятилетний старик в 1847 году, еще плясал как 18-летний юноша и одушевлял своим голосом хор и публику». На выступлениях хора Ильи Соколова неоднократно бывал А. С. Пушкин.
В репертуаре хора Соколова были в основном русские народные песни. Особенно популярными были «Хожу я по улице», «Гей, вы, цыгане» и русская народная песня «Ах, ты слышишь ли, сердечный друг» в обработке. В хоре пели сестра Соколова Маша, дочь Лиза, брат Пётр, и известная певица Татьяна Демьянова. О мастерстве Соколова как певца, танцора и гитариста писали стихи Д. В. Давыдов и В. Г. Бенедиктов.